# Cô nàng đáng yêu
Cô nàng đáng yêu (내겐 너무 사랑스러운 그녀) là bộ phim truyền hình Hàn Quốc 2014 với diễn viên chính là Rain và Krystal Jung. Trong bối cảnh thế giới K-pop, câu chuyện kể về hai nhân vật đau khổ người tự tìm cách làm lành vết thương bằng âm nhạc.Phim đã phát sóng trên kênh SBS từ 17 tháng 9 năm 2014 vào thứ tư và thứ năm hàng tuần lúc 21:55 với độ dài 16 tập.

## Nội dung
Hyun-wook (Rain) là nhà soạn nhạc & nhà sản xuất nhạc của một công ty giải trí. Sau khi mất người bạn gái sau một vụ tai nạn, anh đã gặp và nảy sinh tình cảm với người em gái của bạn gái cũ, Se-na (Krystal), người có mơ ước trở thành nhà sản xuất nhạc.

## Diễn viên

### Diễn viên chính
- Rain vai Lee Hyun-wook[5]
- Krystal Jung vai Yoon Se-na[1]
- Cha Ye-ryun vai Shin Hae-yoon[6]
- Kim Myung-soo (L) vai Shi-woo[7]

### Nhân vật xung quanh Hyun-wook
- Park Yeong-gyu vai Lee Jong-ho, cha của Hyun-wook[8]
- Kim Hye-eun vai Oh Hee-seon[9]
- Dani vai Lee Min-ah[10]

### Nhân vật xung quanh Se-na
- Lee Cho-hee vai Joo-hong[11]
- Park Doo-sik vai Cha Gong-chul[12]
- Lee Ji-ah (Eden) vai Yoon So-eun (khách mời)[13]

- Yi Su-min vai Yoon So-eun lúc nhỏ (khách mời)

### Nhân vật trong AnA Entertainment
- Alex Chu vai Bae Sung-jin[6]
- Kim Jin-woo vai Seo Jae-young[15]
- Kim Ki-bang vai Yoo Sang-bong[16]
- Lee Soo-ji vai An Da-jung[17]
- Joo Hee-bong vai Kang Tae-min[18]
- Na Hae-ryung vai Yoo Ra-eum[19]
- Lee Ho-won (Hoya) vai Kang Rae-hoon, nhóm trưởng của Infinite Power[7]
- Lee Dae-yeol vai San-ah, thành viên của nhóm Infinite Power[20][21]
- Choi Sung-yoon vai Jun-jun, thành viên nhóm Infinite Power[20][21]

### Khác
- Victoria (khách mời)[22]

## Sản xuất
Bộ phim là sự hợp tác thứ ba của đạo diễn Park Hyung-ki và nhà văn Noh Ji-seol sau Scent of a Woman và Dr. Champ. Lần đọc kích bản đầu tiên được tổ chức vào tháng 8 năm 2014 tại phòng thu SBS ở Ilsan. Một cuộc họp báo tổ chức vào 15 tháng 9 năm 2014.

## Đánh giá
| Tập #      | Ngày phát sóng       | Thị phần người xem | Thị phần người xem | Thị phần người xem | Thị phần người xem |
| Tập #      | Ngày phát sóng       | TNmS Ratings       | TNmS Ratings       | AGB Nielsen        | AGB Nielsen        |
| Tập #      | Ngày phát sóng       | Toàn quốc          | Vùng thủ đô Seoul  | Toàn quốc          | Vùng thủ đô Seoul  |
| ---------- | -------------------- | ------------------ | ------------------ | ------------------ | ------------------ |
| 1          | 17 tháng 9 năm 2014  | 8.2%               | 9.9%               | 8.2%               | 9.2%               |
| 2          | 18 tháng 9 năm 2014  | 8.1%               | 10.9%              | 7.5%               | 8.3%               |
| 3          | 24 tháng 9 năm 2014  | 7.0%               | 9.1%               | 7.8%               | 8.7%               |
| 4          | 25 tháng 9 năm 2014  | 7.2%               | 8.6%               | 7.3%               | 8.4%               |
| 5          | 1 tháng 10 năm 2014  | 6.2%               | 7.0%               | 6.9%               | 7.8%               |
| 6          | 2 tháng 10 năm 2014  | 4.7%               | 5.8%               | 4.7%               | 5.4%               |
| 7          | 8 tháng 10 năm 2014  | 6.5%               | 7.4%               | 6.4%               | 7.3%               |
| 8          | 9 tháng 10 năm 2014  | 8.1%               | 9.5%               | 6.6%               | 7.4%               |
| 10         | 16 tháng 10 năm 2014 | 7.1%               | 8.5%               | 6.9%               | 7.1%               |
| 11         | 22 tháng 10 năm 2014 | 6.0%               | 6.5%               | 6.9%               | 7.9%               |
| 12         | 23 tháng 10 năm 2014 | 5.1%               | 6.1%               | 5.7%               | 6.6%               |
| 13         | 29 tháng 10 năm 2014 | 5.4%               | 5.5%               | 5.6%               | 6.0%               |
| 14         | 30 tháng 10 năm 2014 | 5.7%               | 6.1%               | 5.0%               | 5.7%               |
| 15         | 5 tháng 11 năm 2014  | 4.9%               | 5.1%               | 3.9%               | 4.7%               |
| 16         | 6 tháng 11 năm 2014  | 5.6%               | 6.6%               | 5.5%               | 5.7%               |
| Trung bình | Trung bình           | 6.4%               | 7.5%               | 6.3%               | 7.0%               |

## Nhạc phim
| STT | Nhan đề                        | Ca sĩ                  | Thời lượng |
| --- | ------------------------------ | ---------------------- | ---------- |
| 1.  | "This Song" (이 노래)          | Loco (로꼬) và Mamamoo | 3:49       |
| 2.  | "Crazy Boy" (개또라이)         | Park Mi Young (박미영) | 0:51       |
| 3.  | "On the Verge of Tears" (울컥) | Krystal Jung           | 4:27       |